# Sergiu Palihovici
Sergiu Palihovici (ur. 6 kwietnia 1971 w Vadul Rașcov w rejonie Șoldănești) – mołdawska urzędnik państwowy i samorządowy, politolog, w 2015 minister środowiska.

## Życiorys
Na Państwowym Uniwersytecie Mołdawskim w Kiszyniowie uzyskał magisterium z historii (1994) i prawa międzynarodowego (2013). Odbył studia podyplomowe z audytu i rachunkowości na Akademii Studiów Ekonomicznych w Kiszyniowie (2002) oraz w instytucie nauk politycznych przy Radzie Europy (2007). W 2007 na macierzystej uczelni obronił doktorat z zakresu nauk politycznych poświęcony reformie administracji publicznej Mołdawii. Od 1995 pracował w administracji miejskiej Kiszynowa dochodząc do stanowiska kontrolera i naczelnika wydziału planowania przestrzennego, a następnie doradcy burmistrza. W latach 2011–2012 zasiadał w radzie miejskiej Kiszyniowa. W latach 2009–2014 szef kiszyniowskiej delegatury Kancelarii Stanu Mołdawii, natomiast od 2014 do 2015 był zastępcą sekretarza generalnego rządu. Od 18 lutego do 30 lipca 2015 zajmował stanowisko ministra środowiska w rządzie Chirila Gaburici jako kandydat wskazany przez Partię Liberalno-Demokratyczną. Po upadku tego gabinetu w sierpniu 2015 został sekretarzem kolejnego rządu. Później objął stanowisko prorektora akademii służby publicznej przy Prezydencie Mołdawii.
W 2014 odznaczony Orderem Republiki.

## Życie prywatne
Żonaty z Lilianą Palihovici, byłą wiceprzewodniczącą parlamentu, ma dwoje dzieci.